# Maria Ribeiro (atriz, 1923)
Maria Ribeiro, pseudônimo de Maria Ramos da Silva (Sento Sé, 25 de março de 1923), é uma atriz brasileira. Ela esteve em atividade entre as décadas de 1960 e 2000, participando de várias produções do cinema brasileiro. Projetou-se nacional e internacionalmente por sua atuação no filme Vidas Secas (1963), dirigido por Nelson Pereira dos Santos.

## Primeiros anos
Maria Ramos da Silva nasceu no povoado de Boqueirão, no município de Sento Sé, interior da Bahia, no dia 25 de março de 1923. Filha de pais lavradores, é a caçula de sete irmãos. Aos três anos de idade, mudou-se com a família para a cidade de Juazeiro e posteriormente para Pirapora (Minas Gerais), onde fez o curso primário e passou a viver com um casal de tios mineiros que cuidaria dela até a idade adulta. Viveu parte de sua infância e juventude às margens do rio São Francisco.
Ao completar quinze anos, mudou-se com seus tios para a cidade do Rio de Janeiro, onde continuou os estudos e, algum tempo depois, trabalhou num laboratório farmacêutico, serviço que não a empolgou. Quando estava com cerca de quarenta anos, empregou-se na Líder Cine Laboratórios, uma empresa que fazia revelação e edição de filmes e era considerada, à época, a maior do Brasil nesse setor. Como chefe do departamento de expedição, Maria acumulava as funções de recepcionista e faturista.

## Carreira artística

### Vidas Secas
Enquanto trabalhava no laboratório Líder, Maria conheceu vários cineastas pioneiros do Cinema Novo, entre os quais Glauber Rocha, Luiz Carlos Barreto, Cacá Diegues e Nelson Pereira dos Santos. Eles, que frequentavam o estabelecimento para obter revelação de negativos e cópias de seus filmes, também faziam do local um ponto de encontro para discussão de novos projetos do movimento. Em certa ocasião, Glauber comentou com Maria que Nelson tinha interesse na participação dela como atriz num futuro filme. Ela não acreditou na seriedade da proposta até o próprio Nelson lhe oferecer um papel no drama Vidas Secas, que estrearia em 1963.
Sem experiência prévia com atuação nem formação em artes cênicas, Maria ficou receosa em aceitar a proposta de Nelson, pois temia perder seu emprego de carteira assinada no laboratório, uma vez que seu patrão não estava disposto a autorizá-la a participar da produção. Apesar disso, Nelson insistiu em escalar Maria, chegando a divulgar o caso na imprensa, que passou a fazer reportagens sobre o patrão que não deixava sua funcionária se tornar atriz. Herbert Richers, produtor do filme e colaborador da Líder, decidiu intervir em favor de Santos; Richers telefonou ao empregador de Maria e, dessa forma, conseguiu convencê-lo a liberá-la para as filmagens.
Maria então seguiu com a equipe para o sertão de Alagoas, onde Vidas Secas, adaptação do romance homônimo de Graciliano Ramos, foi filmado durante quatro meses. Sob forte calor e condições precárias de produção, ela desempenhou o papel feminino principal, Sinhá Vitória, matriarca de uma família de retirantes que foge da seca no sertão nordestino. Maria contracenou com Átila Iório, intérprete do vaqueiro Fabiano, marido de Vitória na trama. Vidas Secas recebeu aclamação da crítica mundial, sendo selecionado para o Festival de Cannes em 1964, o que projetou internacionalmente a atriz, proporcionando-lhe oportunidades de viagens, entrevistas e participação em novos filmes.

### Outros trabalhos
Ribeiro, agora atriz profissional, apareceu em 1965 em seu segundo filme, A Hora e a Vez de Augusto Matraga, adaptação do conto de Guimarães Rosa dirigida por Roberto Santos; ela interpretou Dionará, papel pelo qual foi selecionada como representante feminina da delegação brasileira no Festival de Cannes de 1966. Nessa época, ela morou por um ano em Roma, onde obteve um diploma emitido pelo Ente Nazionale Addestramento Lavoratori e Commercio, importante órgão de formação trabalhista da Itália. De volta ao Rio de Janeiro em 1967, tentou abrir um salão de beleza para aplicar conhecimentos de esteticismo e visagismo que havia aprendido na capital italiana.
Continuou atuando nos longas-metragens Os Herdeiros (1970), de Cacá Diegues; Perdida (1976), de Carlos Alberto Prates Correia; e Soledade, a Bagaceira (1976), adaptação de Paulo Thiago do romance A Bagaceira, de José Américo de Almeida. Ela trabalhou mais duas vezes com Nelson Pereira dos Santos: nos dramas O Amuleto de Ogum (1974) e A Terceira Margem do Rio (1994), este último uma adaptação do livro de contos Primeiras Estórias, de Guimarães Rosa. Nelson a convidou para filmar A Terceira Margem do Rio quando ela voltou ao Brasil após ter morado durante um tempo na Suíça, para onde retornou posteriormente. O filme teve receptividade inicial negativa, a respeito da qual Maria comentou: "O público não foi generoso, mas consciente". Apesar de sua estadia na Europa, ela nunca chegou a atuar no exterior.
Em 2002, participou de seu último filme, As Tranças de Maria, dirigido por Pedro Carlos Rovai e adaptado de um poema de Cora Coralina; a produção, lançada nacionalmente em 2003, foi bem recebida pela crítica, sendo premiada no Festival de Fortaleza, no Ceará, e no Festival de Cinema de Natal, no Rio Grande do Norte. Também em 2002, apareceu no documentário Como se Morre no Cinema, lançado como extra do DVD comemorativo do quadragésimo aniversário de Vidas Secas; Maria relembrou os bastidores da cena cuja filmagem ela considerou como a mais difícil: a sequência em que sua personagem mata um papagaio, o que exigiu a simulação da morte de uma ave real.

## Vida pessoal
Em 2023, ano de seu centenário, Maria morava em Genebra, na Suíça. É mãe da também atriz Vilma Lindamar. Quando Vilma estava com 17 anos, Maria incentivou-a a fazer um teste para o filme Selva Trágica, de Roberto Farias, porém, ela perdeu o papel para Rejane Medeiros. Pouco conhecida no Brasil, Vilma fez sucesso na Europa nos anos 1960, atuando numa série de telefilmes da Itália, no longa italiano Ramon il Messicano (1966) e no francês Angélique et le Sultan (1968).
No início da carreira, Maria considerava sua aparência física limitante para papéis no cinema: "Meu tipo físico é muito marcante e isto limita um pouco as minhas possibilidades. Os temas regionais são os mais próprios à minha cor bem morena e aos meus traços bem brasileiros". Após participar de seis filmes nas décadas de 60 e 70 e morar um período na Europa, retornou ao Brasil e trabalhou longe das telas até completar o tempo para a aposentadoria. Passou a viver numa cidade no interior da Bahia e costumava sair de lá apenas para passar férias em Genebra. Suas aparições públicas tornaram-se cada vez mais raras, geralmente atendendo a convites de seu amigo Nelson Pereira dos Santos ou comparecendo a eventos de tributo a ele.

## Filmografia
| Ano  | Título                            | Personagem    | Direção                       | Notas                          | Ref.   |
| ---- | --------------------------------- | ------------- | ----------------------------- | ------------------------------ | ------ |
| 1963 | Vidas Secas                       | Sinhá Vitória | Nelson Pereira dos Santos     |                                | [ 13 ] |
| 1965 | A Hora e a Vez de Augusto Matraga | Dionorá       | Roberto Santos                |                                | [ 13 ] |
| 1970 | Os Herdeiros                      | Teresa        | Cacá Diegues                  |                                | [ 13 ] |
| 1974 | O Amuleto de Ogum                 | Maria         | Nelson Pereira dos Santos     |                                | [ 13 ] |
| 1976 | Perdida                           | Mãe de Estela | Carlos Alberto Prates Correia |                                | [ 27 ] |
| 1976 | Soledade, a Bagaceira             | Carlota       | Paulo Thiago                  | Participação especial          | [ 15 ] |
| 1994 | A Terceira Margem do Rio          | Mãe           | Nelson Pereira dos Santos     |                                | [ 12 ] |
| 2002 | Como se Morre no Cinema           | Ela mesma     | Luelane Loiola Corrêa         | Documentário de curta-metragem | [ 20 ] |
| 2003 | As Tranças de Maria               | Sá Virgila    | Pedro Carlos Rovai            |                                | [ 18 ] |